# Destropopulismo
El concepto destropopulismo hace referencia al populismo de derecha y ha sido empleado por diferentes académicos entre los cuales se encuentran Víctor Sampedro o Manuel Rivas.

## Definición
El término engloba las definiciones propuestas para el concepto populismo de derechas y en líneas generales ha sido la izquierda la que ha hecho uso del propio concepto. En este sentido es interesante mencionar el libro Populismo y hegemonía: Retos para una política emancipatoria (2020) llevado a cabo por Emma Ingala, profesora e investigadora en el Departamento de Lógica y Filosofía Teórica y miembro del Instituto de Investigaciones Feministas en la Universidad Complutense de Madrid (UCM) y José Enrique Ema, doctor por la Universidad de Castilla-La Mancha en el área de psicología. A través de la intervención de diferentes expertos, tales como Samuele Mazzolini, Jorge Alemán Lavigne o Luciana Cadahia, se lleva a cabo en la obra un análisis desde distintas perspectivas acerca de la definición de populismo y su relación con otros conceptos como el republicanismo, la hegemonía, la democracia o el eje derecha-izquierda. Uno de los aspectos de mayor disonancia en el desarrollo del libro es el enfrentamiento entre distintas posturas acerca de la posibilidad del populismo de derechas.

Nos ofrece una panoplia de miradas sucintas desde enfoques no sólo múltiples sino, en ocasiones, enfrentados (como son los diferentes posicionamientos, dentro de la obra, sobre si el populismo puede ser o no de derechas).
José Raúl Rojas Andrés en Revista Científica de Información y Comunicación 2020, N17.

## Alusiones
Víctor Sampedro ha hecho referencia al concepto destropopulismo en diferentes ocasiones, entre ellas destacan las siguientes:
- "Casi una década después, el diario digital de centro-derecha (El Confidencial) publicitaba al militante más señero de la (ultra)derecha patria y patriótica (hace referencia a Federico Jiménez Losantos).Esa es la Víctoria a la que aspiran los Todos los Santos destropopulistas, demonizadores de credos contrarios, herejes y fariseos que «no creen en nada»". Recogido en la Revista Papeles de Relaciones Ecosociales y Cambio Global.[4]
- En Comunicación política digital en España. Del  «Pásalo» a Podemos y de Podemos a Vox, ebook coordinado por Víctor Sampedro se recoge en numerosas ocasiones el concepto destropopulismo siendo de gran interés la alusión al destropopulismo digital. "Durante la pandemia de la COVID-19, el destropopulismo digital lideró las protestas contra el Gobierno, secundadas por el PP. Vox proclamó un 15M digital y se reclamó su legítimo heredero".[5]

En Todo el pasado por delante (2017), Santiago Alba Rico, también menciona en diversas ocasiones el concepto destropopulismo, remitiéndose no únicamente al caso español, sino a su auge en toda Europa.
En la Revista Minerva editada desde el Círculo de Bellas Artes, el escritor Manuel Rivas alude también al destropopulismo al apelar a la necesidad de una cultura de biodiversidad, "si no cunde esa cultura de biodiversidad, el vacío se llenará de malas hierbas y será aprovechado por el destropopulismo de hoy para ensayar nuevos totalita- rismos".